# Kabinet-Sobotka
Het kabinet–Sobotka was de regering van de Tsjechische Republiek van 17 januari 2014 tot 6 december 2017.  Het kabinet werd gevormd door de politieke partijen Tsjechische Sociaaldemocratische Partij (ČSSD), ANO en de Christendemocratische Unie-Tsjecho-Slowaakse Volkspartij (KDU-ČSL) na de Tsjechische kamerverkiezingen van 2013, Bohuslav Sobotka van de ČSSD werd door president Miloš Zeman tot premier aangesteld.

## Samenstelling

### Oorspronkelijke samenstelling
In de tabel hieronder staat de oorspronkelijke samenstelling van de regering, zoals ze werd aangesteld op 29 januari 2014.
| Ambtsbekleder                         | Ambtsbekleder       | Ambtsbekleder              | Functie(s)                                    | Ambtstermijn     | Ambtstermijn     | Partij(en) |
| ------------------------------------- | ------------------- | -------------------------- | --------------------------------------------- | ---------------- | ---------------- | ---------- |
|                                       | Bohuslav Sobotka    | Bohuslav Sobotka (1971)    | Premier                                       | 17 januari 2014  | 6 december 2017  | ČSSD       |
|                                       | Andrej Babiš        | Andrej Babiš (1954)        | Vicepremier                                   | 17 januari 2014  | 24 mei 2017      | ANO        |
| Minister van Financiën                | Andrej Babiš        | Andrej Babiš (1954)        |                                               | 17 januari 2014  | 24 mei 2017      | ANO        |
|                                       | Richard Brabec      | Richard Brabec (1966)      | Vicepremier                                   | 24 mei 2017      | 30 april 2019    | ANO        |
| Minister van Milieu                   | Richard Brabec      | Richard Brabec (1966)      | 17 januari 2014                               | 17 december 2021 |                  | ANO        |
|                                       | Pavel Bělobrádek    | Pavel Bělobrádek (1976)    | Vicepremier                                   | 17 januari 2014  | 6 december 2017  | KDU-ČSL    |
| Minister voor Wetenschap en Onderzoek | Pavel Bělobrádek    | Pavel Bělobrádek (1976)    |                                               | 17 januari 2014  | 6 december 2017  | KDU-ČSL    |
|                                       | Milan Chovanec      | Milan Chovanec (1970)      | Minister van Binnenlandse Zaken               | 17 januari 2014  | 6 december 2017  | ČSSD       |
|                                       | Lubomír Zaorálek    | Lubomír Zaorálek (1956)    | Minister van Buitenlandse Zaken               | 17 januari 2014  | 6 december 2017  | ČSSD       |
|                                       | Ivan Pilný          | Ivan Pilný (1944)          | Minister van Financiën                        | 24 mei 2017      | 6 december 2017  | ANO        |
|                                       |                     | Helena Válková (1951)      | Minister van Justitie                         | 17 januari 2014  | 1 maart 2015     | ANO        |
|                                       | Robert Pelikán      | Robert Pelikán (1979)      | Minister van Justitie                         | 1 maart 2015     | 27 juni 2018     | ANO        |
|                                       | Jan Mládek          | Jan Mládek (1960)          | Minister van Industrie en Handel              | 17 januari 2014  | 28 februari 2017 | ČSSD       |
|                                       | Bohuslav Sobotka    | Bohuslav Sobotka (1971)    | Minister van Industrie en Handel              | 28 februari 2017 | 4 april 2017     | ČSSD       |
|                                       | Jiří Havlíček       | Jiří Havlíček (1976)       | Minister van Industrie en Handel              | 4 april 2017     | 6 december 2017  | ČSSD       |
|                                       | Martin Stropnický   | Martin Stropnický (1956)   | Minister van Defensie                         | 17 januari 2014  | 6 december 2017  | ANO        |
|                                       | Svatopluk Němeček   | Svatopluk Němeček (1972)   | Minister van Volksgezondheid                  | 17 januari 2014  | 30 november 2016 | ČSSD       |
|                                       | Miloslav Ludvík     | Miloslav Ludvík (1963)     | Minister van Volksgezondheid                  | 30 november 2016 | 6 december 2017  | ČSSD       |
|                                       | Michaela Marksová   | Michaela Marksová (1969)   | Minister van Arbeid en Sociale Zaken          | 17 januari 2014  | 6 december 2017  | ČSSD       |
|                                       | Marcel Chládek      | Marcel Chládek (1968)      | Minister van Onderwijs, Jeugd en Sport        | 17 januari 2014  | 5 juni 2015      | ČSSD       |
|                                       | Michaela Marksová   | Michaela Marksová (1969)   | Minister van Onderwijs, Jeugd en Sport        | 5 juni 2015      | 17 juni 2015     | ČSSD       |
|                                       | Kateřina Valachová  | Kateřina Valachová (1976)  | Minister van Onderwijs, Jeugd en Sport        | 17 juni 2015     | 21 juni 2017     | ČSSD       |
|                                       | Stanislav Štech     | Stanislav Štech (1954)     | Minister van Onderwijs, Jeugd en Sport        | 21 juni 2017     | 6 december 2017  | ČSSD       |
|                                       | Antonín Prachař     | Antonín Prachař (1962)     | Minister van Verkeer                          | 17 januari 2014  | 14 november 2014 | ANO        |
| Vacant                                |                     |                            | Minister van Verkeer                          |                  |                  |            |
|                                       | Dan Ťok             | Dan Ťok (1959)             | Minister van Verkeer                          | 4 december 2014  | 30 april 2019    | ANO        |
|                                       | Věra Jourová        | Věra Jourová (1964)        | Minister van Regionale Ontwikkeling           | 17 januari 2014  | 8 oktober 2014   | ANO        |
|                                       | Karla Šlechtová     | Karla Šlechtová (1977)     | Minister van Regionale Ontwikkeling           | 8 oktober 2014   | 6 december 2017  | ANO        |
|                                       | Marian Jurečka      | Marian Jurečka (1981)      | Minister van Landbouw                         | 17 januari 2014  | 6 december 2017  | KDU-ČSL    |
|                                       | Daniel Herman       | Daniel Herman (1963)       | Minister van Cultuur                          | 17 januari 2014  | 6 december 2017  | KDU-ČSL    |
| Ministers zonder portefeuille         |                     |                            |                                               |                  |                  |            |
| Ambtsbekleder                         | Ambtsbekleder       | Ambtsbekleder              | Functie(s)                                    | Ambtstermijn     | Ambtstermijn     | Partij(en) |
|                                       | Jiří Dienstbier jr. | Jiří Dienstbier jr. (1969) | Minister voor Mensenrechten en Gelijke Kansen | 17 januari 2014  | 30 november 2016 | ČSSD       |
|                                       | Jan Chvojka         | Jan Chvojka (1980)         | Minister voor Mensenrechten en Gelijke Kansen | 30 november 2016 | 6 december 2017  | ČSSD       |